# فوتبال در اردن
فوتبال پرطرفدارترین ورزش در اردن است. این ورزش در این کشور توسط اتحادیه فوتبال اردن اداره می‌شود. این نهاد تیم ملی فوتبال اردن و همچنین لیگ برتر فوتبال اردن را اداره می‌کند.